# Takeaway (film 2021)
Takeaway è un film del 2021 diretto da Renzo Carbonera, l'ultimo interpretato da Libero De Rienzo. Fu girato in larga parte sul Monte Terminillo e presso lo stadio Raul Guidobaldi di Rieti.

## Trama
Maria Pedrini è una giovane marciatrice che vive in un paesino di montagna in rapido declino economico e demografico. Il compagno di Maria, Johnny, è un ex allenatore squalificato a vita per doping, che segue gli allenamenti di Maria e gestisce un bar nel paese. 
Maria ha abbandonato da tempo le gare di marcia per una serie di infortuni, ma nonostante tutto continua ad allenarsi, anche se è attorniata da una comunità locale disillusa a causa della crisi e che non sembra prendere sul serio le intenzioni della ragazza.
Un giorno Johnny propone a Maria di cominciare una cura con un farmaco di nuova generazione, che le potrebbe permettere di gareggiare di nuovo e di vincere con tempi eccezionali. 
Per pagare i farmaci servono diecimila euro, che il padre di Maria spende volentieri, pur di vedere realizzata la figlia, nonostante le reticenze della madre, che guarda soprattutto alle difficoltà economiche in cui versa la famiglia. 
I genitori di Maria gestiscono un hotel nel paese, ma faticano a trovare clienti e non riescono nemmeno a trovare operai disponibili per ristrutturare l'immobile. L'unico a presentarsi per i lavori di ristrutturazione è Marco, che si fa chiamare Tom, un ex atleta allenato da Johnny e come lui squalificato dalle gare per uso di sostanze dopanti. Tom cerca di vendicarsi del suo vecchio allenatore, poiché lo ritiene colpevole del suo fallimento sportivo e tenta di dar fuoco al suo locale, ma Maria lo scopre e sventa l'attentato. La ragazza decide comunque di non raccontare l'accaduto a Johnny.
Johnny riesce a far iscrivere Maria in una società sportiva locale per permetterle di riprendere le gare. Maria partecipa così al campionato regionale di marcia partendo fortissimo, ma durante la gara ha un malore ed è obbligata a fermarsi. Nonostante il malore accusato, Maria decide comunque di proseguire con la cura e di coltivare ancora il suo sogno e il padre si spende ancora per lei, concedendole altri diecimila euro.
Maria scopre di essere incinta e Johnny vuole approfittare della particolare condizione ormonale della ragazza per aumentare le dosi delle sostanze dopanti, convinto di non essere scoperto.
Johnny viene alle mani con Tom e minaccia quest'ultimo di lasciar perdere Maria. Tom decide così di andar via dal paese, non prima di avvisare Maria di smettere quanto prima di doparsi, per evitare guai peggiori. 
Maria vince finalmente i campionati interregionali e si aprono le prospettive per un salto a livello nazionale. Ma nel corso di successivi allenamenti ha di nuovo un malore, molto probabilmente causato dalle sostanze somministratele da Johnny. 
Maria decide così di autodenunciarsi: Johnny, in preda al panico, afferra i contanti dalla cassa del suo locale e scappa in auto.

## Produzione
Il film è una co-produzione italo-tedesca.

## Distribuzione
Il film è stato presentato in anteprima alla Festa del cinema di Roma nel 2021 ed è stato poi proiettato in occasione della XIX edizione del Busto Arsizio Film Festival nel novembre 2021.
Distribuito in Italia da Fandango, è uscito nelle sale italiane il 20 gennaio 2022. 

## Accoglienza
Nelle sale italiane il film ha incassato circa 17 mila euro.

### Critica
Caterina Catalli su Wired elogia le interpretazioni degli attori protagonisti e considera il film cupo, ricco di atmosfere nebbiose e di decadimento, adottate dal regista con l'intenzione di non edulcorare la tragicità propria di una storia di doping.